# Ragnar Nilsén
Oskar Fredrik Ragnar Nilsén, född 4 oktober 1925 i Stockholm, död 31 augusti 2010, var en svensk barn- och ungdomspsykiater.
Nilsén, som var son till godsägare Oskar Nilsén och Therese Jonson, avlade studentexamen 1945, blev medicine kandidat vid Karolinska Institutet i Stockholm 1948 och medicine licentiat där 1953. Han var underläkare vid barnavdelningen på Nyköpings lasarett 1954–1955, tillförordnad läkare inom Stockholms stads psykiska barna- och ungdomsvård 1955–1956, tillförordnad underläkare vid psykiatriska avdelningen på Södersjukhuset 1957–1958, underläkare vid barnpsykiatriska avdelningen på Kronprinsessan Lovisas barnsjukhus 1959–1961 och överläkare vid barn- och ungdomspsykiatriska kliniken på Gävle lasarett 1961–1968 och överläkare vid barnhemmens rådgivningscentral inom Stockholms stads psykiska barna- och ungdomsvård från 1968.